# Baby Arizmendi
Alberto „Baby” Arizmendi (ur. 17 marca 1914 w Torreón, zm. 31 grudnia 1962 w Los Angeles) – meksykański bokser, zawodowy mistrz świata kategorii piórkowej.
Był pierwszym Meksykaninem, który został uznany za zawodowego mistrza świata w boksie, choć jedynie przez stan Kalifornia oraz Meksyk, a później stan Nowy Jork.
Rozpoczął karierę boksera zawodowego w 1927. Przez pierwsze dwa lata walczył w Teksasie, a od 1929 w Meksyku. W 1931 pokonał Battlinga Shawa, a później został zawodowym mistrzem Meksyku w wadze koguciej. W następnym roku przegrał ze Speedym Dado, wygrał i przegrał z Newsboyem Brownem, a 16 września pokonał w walce towarzyskiej mistrza NBA w wadze piórkowej Tommy'ego Paula.
Zwycięska walka z Paulem sprawiła, że California Athletic Commission wyznaczyła Arizmendiego i Newsboya Browna do walki o tytuł mistrza świata wagi piórkowej. 18 października 1932 w Los Angeles Arizmendi wygrał na punkty i został ogłoszony mistrzem świata uznawanym przez Kalifornię. W obronie tytułu zremisował 22 listopada tego roku z Variasem Milingiem, pokonał 2 grudnia 1932 i 6 stycznia 1933 Archiego Bella i 24 stycznia Speedy'ego Dadę.
28 lutego 1933 w Los Angeles zmierzył się z mistrzem świata organizacji NBA w wadze piórkowej Freddiem Millerem. Przegrał na punkty i przestał być uznawany za mistrza świata. 12 czerwca tego roku w San Francisco Arizmendi pokonał Millera w walce towarzyskiej.
Przegrał z Tonym Canzonerim 13 marca 1934 w Los Angeles, a 30 sierpnia tego roku w Nowym Jorku pokonał Mike'a Belloise'a w walce o wakujący tytuł mistrza świata wagi piórkowej w wersji NYSAC. Nigdy nie bronił tego tytułu i został pozbawiony mistrzowskiego pasa w 1936.
Arizmendi pokonał 4 listopada 1934 w Meksyku Henry'ego Armstronga, a 1 stycznia następnego roku, również w mieście Meksyk, wygrał z nim ponownie. Został po tej walce uznany za mistrza świata wagi piórkowej przez Kalifornię i Meksyk. 2 lutego 1935 w Meksyku wygrał przez nokaut w 4. rundzie z Chalkym Wrightem, a 16 grudnia tego roku w Cleveland z Jackie Sharkeyem. 7 lutego 1936 w Nowym Jorku pokonał go Lou Ambers, a 4 sierpnia w Los Angeles Henry Armstrong odebrał mu tytuł mistrza świata.
Ponownie pokonał Chalky'ego Wrighta 5 października 1937, a 15 marca 1938 stoczył czwartą walkę z Armstrongiem, który wygrał na punkty. 7 czerwca tego roku Arizmendi zremisował z Lou Ambersem, a 10 stycznia 1939 stoczył swój ostatni pojedynek o tytuł mistrza świata, tym razem w wadze półśredniej. Obrońcą tytułu był Henry Armstrong, który wygrał na punkty, a w pięciu pojedynkach z Arizmendim triumfował trzykrotnie przy dwóch porażkach. 24 lutego tego roku Arizmendi przegrał w Nowym Jorku z Lou Ambersem przez techniczny nokaut w 11. rundzie. Była to jego pierwsza porażka przed czasem.
Arizmendi walczył ze zmiennym szczęściem do 1942. Ze znanych pięściarzy Sammy Angott pokonał go w 1939 i zremisował z nim w 1940.
Później Arizmendi służył w United States Navy, a po wojnie prowadził restaurację w Los Angeles. Zmarł w 1963.
Stoczył 135 walk, z których wygrał 84, przegrał 26, zremisował 14, 1 została uznana za nieodbytą, a 10 było no decision.
W 2004 został wybrany do Międzynarodowej Bokserskiej Galerii Sławy.